# Інтерактивна енциклопедія цілочислових послідовностей
Інтерактивна енциклопедія цілочислових послідовностей (англ. On-Line Encyclopedia of Integer Sequences, OEIS; також Онлайн-енциклопедія цілочислових послідовностей/...послідовностей цілих чисел) — онлайн-база послідовностей цілих чисел. Сайт створений Нілом Слоуном під час роботи у AT&T Labs у 1996 році. Слоун почав збирати послідовності 1965 року ще випускником університету, пізніше видав два довідники послідовностей.  
OEIS має інформацію про цілочисельні послідовності, цікаві як для математиків-професіоналів, так і для любителів. Станом на січень 2022 року, у ній є понад 350 000 послідовностей, що робить його найбільшою подібною базою даних у світі. База і далі росте зі швидкістю близько 10 000 записів на рік.[коли?]
Кожен запис містить перші елементи послідовності, ключові слова, математична мотивація, список літератури тощо; наявна можливість створити графік чи відтворити музичне подання послідовності. Працює пошук за числами, ключовими словами та полями.